# 보은미원로
보은미원로(Boeunmiwon-ro)는 충청북도 보은군 보은읍 금굴리 금굴 교차로와 청주시 상당구 미원면 운암리 청석 교차로를 잇는 충청북도의 도로이다. 전 구간 국도 제19호선에 속한다.

## 연혁
- 2009년 7월 18일 : 보은 ~ 내북간 도로(보은군 보은읍 금굴리 ~ 학림리) 구간 10.7km 4차선 신설 개통.[1][2]
- 2010년 12월 22일 : 보은 ~ 내북간 도로(보은군 보은읍 금굴리 ~ 청원군 미원면 운암리) 구간 19.9km 4차선 신설 개통.[3][4][5]
- 2011년 3월 15일 : 내북 ~ 운암간 도로(보은군 산외면 이식리 ~ 청원군 미원면 운암리) 3.5km 구간 확장 개통[6]
- 2011년 4월 1일 : 2개 이상 시·군에 걸쳐 있는 도로로 보은미원로를 고시[7]
- 2018년 5월 4일 : 운암 ~ 미원간 도로(청주시 상당구 미원면 운암리 ~ 미원리) 4.09km 구간 확장 개통, 기존 2.0km 구간 폐지[8]
- 2018년 8월 10일 : 보은군 보은읍 금굴리 ~ 삼승면 우진리, 보은군 삼승면 서원리 ~ 원남리 총 4.0km 구간 확장 개통, 기존 보은군 삼승면 서원리 340m 구간 폐지[9]

## 주요 경유지
충청북도
- 보은군 (보은읍 · 내북면 · 산외면 · 내북면) - 청주시 상당구 미원면

## 노선
| 이름                   | 접속 노선                              | 소재지        | 소재지                                                     | 비고                                                       |
| 남부로와 직결          | 남부로와 직결                          | 남부로와 직결 | 남부로와 직결                                              | 남부로와 직결                                              |
| ---------------------- | -------------------------------------- | ------------- | ---------------------------------------------------------- | ---------------------------------------------------------- |
| 금굴 교차로            | 남부로                                 | 보은군        | 보은읍                                                     | 국도 제19, 37호선 구간                                     |
| 금굴교 월송1교 월송2교 |                                        | 보은군        | 보은읍                                                     | 국도 제19, 37호선 구간                                     |
| (월송 교차로)          | 송산길 월송어암길                      | 보은군        | 보은읍                                                     | 국도 제19, 37호선 구간                                     |
| 성주교                 |                                        | 보은군        | 보은읍                                                     | 국도 제19, 37호선 구간                                     |
| 보은 교차로            | 국도 제25호선 국도 제37호선 (보청대로) | 보은군        | 보은읍                                                     | 국도 제19, 37호선 구간                                     |
| 풍취교 신함1교 신함2교 |                                        | 보은군        | 보은읍                                                     | 국도 제19호선 구간                                         |
| 신함IC교 (신함 교차로) | 신함1길                                | 보은군        | 보은읍                                                     | 국도 제19호선 구간                                         |
| 학림교                 |                                        | 보은군        | 보은읍                                                     | 국도 제19호선 구간                                         |
| 봉계1 교차로           | 남부로                                 | 보은군        | 보은읍                                                     | 국도 제19호선 구간 청주 방향 진입 불가 보은 방향 진출 불가 |
| 봉계IC교               |                                        | 보은군        | 보은읍                                                     | 국도 제19호선 구간                                         |
| 봉계IC교               | 내북면                                 | 보은군        |                                                            | 국도 제19호선 구간                                         |
| 봉계2 교차로           | 지방도 제575호선 (산외로) (남부로)     | 보은군        |                                                            | 국도 제19호선 구간                                         |
| 봉계2 교차로           | 지방도 제575호선 (산외로) (남부로)     | 보은군        | 산외면                                                     | 국도 제19호선 구간                                         |
| 봉계터널               |                                        | 보은군        | 국도 제19호선 구간 연장 1,668m                             |                                                            |
| 중티1교 중티2교        |                                        | 보은군        | 국도 제19호선 구간                                         |                                                            |
| 중티 교차로            | 내북산외로                             | 보은군        | 국도 제19호선 구간 청주 방면 진입 불가 보은 방면 진출 불가 |                                                            |
| 이식1교                |                                        | 보은군        | 국도 제19호선 구간                                         |                                                            |
| 이식 교차로            | 내북산외로 이식로                      | 보은군        | 국도 제19호선 구간 청주 방면 진출 불가 보은 방면 진입 불가 |                                                            |
| 이식교                 |                                        | 보은군        | 국도 제19호선 구간                                         |                                                            |
| 이식교                 | 내북면                                 | 보은군        | 국도 제19호선 구간                                         |                                                            |
| 봉황 교차로            | 성암가고로                             | 보은군        | 국도 제19호선 구간                                         |                                                            |
| 봉황교                 |                                        | 보은군        | 국도 제19호선 구간                                         |                                                            |
| 봉황터널               |                                        | 보은군        | 국도 제19호선 구간 연장 317m                               |                                                            |
| 봉황터널               | 청주시                                 | 상당구 미원면 | 국도 제19호선 구간 연장 317m                               |                                                            |
| 운암교 운암육교        | 청주시                                 | 상당구 미원면 |                                                            | 국도 제19호선 구간                                         |
| 운암 교차로            | 청주시                                 | 상당구 미원면 | 지방도 제571호선 (남부로) 운암계원로                       | 국도 제19호선 구간                                         |
| 운천 교차로            | 청주시                                 | 상당구 미원면 | 남부로                                                     | 국도 제19호선 구간                                         |
| 청석교                 | 청주시                                 | 상당구 미원면 |                                                            | 국도 제19호선 구간                                         |
| 청석 교차로            | 청주시                                 | 상당구 미원면 | 남부로                                                     | 국도 제19호선 구간                                         |
| 남부로와 직결          |                                        |               |                                                            |                                                            |